# کامیشلی (شهرستان اوفیمسکی، باشقیرستان)
کامیشلی (انگلیسی: Kamyshly, Ufimsky District, Republic of Bashkortostan) یک شهرک در شهرستان اوفیمسکی استان باشقیرستان کشور روسیه است.